# Голотовщина
Голотовщина (укр. Голотівщина) — село,
Богодаровский сельский совет,
Чернухинский район,
Полтавская область,
Украина.
Код КОАТУУ — 5325180503. Население по переписи 2001 года составляло 44 человека.

## Географическое положение
Село Голотовщина находится на правом берегу реки Лохвица,
выше по течению на расстоянии в 2,5 км расположено село Белоусовка,
ниже по течению на расстоянии в 2 км расположено село Осняг.